# Мост Святого Северина
Мост Святого Северина (нем. Severinsbrücke) — автодорожный вантовый двухпролётный мост через Рейн, расположенный в городе Кёльне (Германия, федеральная земля Северный Рейн-Вестфалия). Мост соединяет жилой массив Райнаухафен в южной части старого города с правобережным районом Дойц. По мосту проходит федеральная автодорога B55 (de:Bundesstraße 55). Мост стал этапным сооружением в истории новейшей архитектуры.
Своё название мост получил благодаря находящейся поблизости одной из романских церквей Кёльна — церкви Святого Северина.
Выше по течению находится Южный мост, ниже — Мост Дойц.

## История
Решение о строительстве моста было принято кёльнским городским советом в 1956 году. На конкурс было представлено 39 проектов, среди которых были стальные и сталежелезобетонные балочные неразрезные сплошные пролетные строения с главными пролетами величиной от 196 до 238 м. Для строительства был выбран вариант с коробчатым комбинированным с вантами стальным пролетным строением и стальной ортотропной плитой со средним пролетом 301 м. Проект разработал архитектор Герд Ломер и компания Gutehoffnungshütte Sterkrade AG, инженером-консультантом был Фриц Леонгард.
При подготовительных к строительству работах 26 сентября 1956 года произошла авария — опрокинулся кессон для заливки фундамента центральной опоры — при этом погибли пятеро рабочих. Вследствие этой аварии работы были приостановлены и возобновлены они были только в 1958 году при обер-бургомистре Тео Бурауэне.
Монтаж пролетного строения производился полунавесным методом с возведением вспомогательных временных опор, причем наличие усиляющих балочную неразрезную систему стальных вант дало возможность осуществить в ходе монтажа регулирование усилий в элементах несущей конструкции пролетного строения.
Мост был торжественно открыт 7 ноября 1959 года в присутствии федерального канцлера Конрада Аденауэра. Это был первый новый мост в Кёльне через Рейн, построенный после окончания войны. На момент открытия это был вантовый мост с самым длинным пролётом в мире. Мост оказал большое влияние на дальнейшее развитие архитектуры вантовых мостов, вызвав ряд подражаний (первый в России вантовый мост был построен в 1979 г. по образцу моста Святого Северина).

## Конструкция
Русловая часть моста перекрывается шестипролетной неразрезной балочной системой с пролетами 49,11 + 89,13 + 47,81 + 301,674 + 150,68 + 52,456 м, усиленной на участке длиной несколько более 330 м шестью вантами, прикрепляемыми верхними концами к верхушке стального пилона, имеющего полную высоту 74,7 м, а нижними концами — к главным балкам. В плоскости, перпендикулярной продольной оси моста, пилон имеет А-образную форму. Общая длина моста составляет 691 м.
В поперечном сечении пролетное строение состоит из двух сплошных двухстенчатых замкнутых коробок. Наибольшая высота этих коробок в основном, судоходном, пролете на расстоянии 180,8 м от левой опоры составляет 4,57 м; на концевых опорах высота коробок снижается до 3,03 и 3,19 м. Вертикальные стенки коробки толщиной 10-12 мм, расставленные на 3,2 м, усиливаются с внутренней стороны вертикальными и горизонтальными ребрами жесткости. Нижний пояс коробки — из горизонтального листа шириной 3,8 м, имеющей выпуски шириной по 300 мм в наружные стороны от стенок. Верхний пояс образуется из листа, усиленного снизу плоскими продольными ребрами. Главные несущие коробки связаны между собой поверху поперечными балками переменной высоты пролетом 19,12 м. Высота балок в середине их пролета — 0,9 м; в местах примыкания к коробкам эта высота уменьшается с таким расчетом, чтобы был обеспечен двухсторонний поперечный уклон проезжей части величиной 2%. Все поперечные балки связаны между собой в продольном направлении не только ортотропной плитой проезжей части, но и вертикальной сплошной одностенчатой продольной балкой, проходящей по середине поперечных балок по всей длине пролетного строения и имеющего высоту около 0,75 м. 

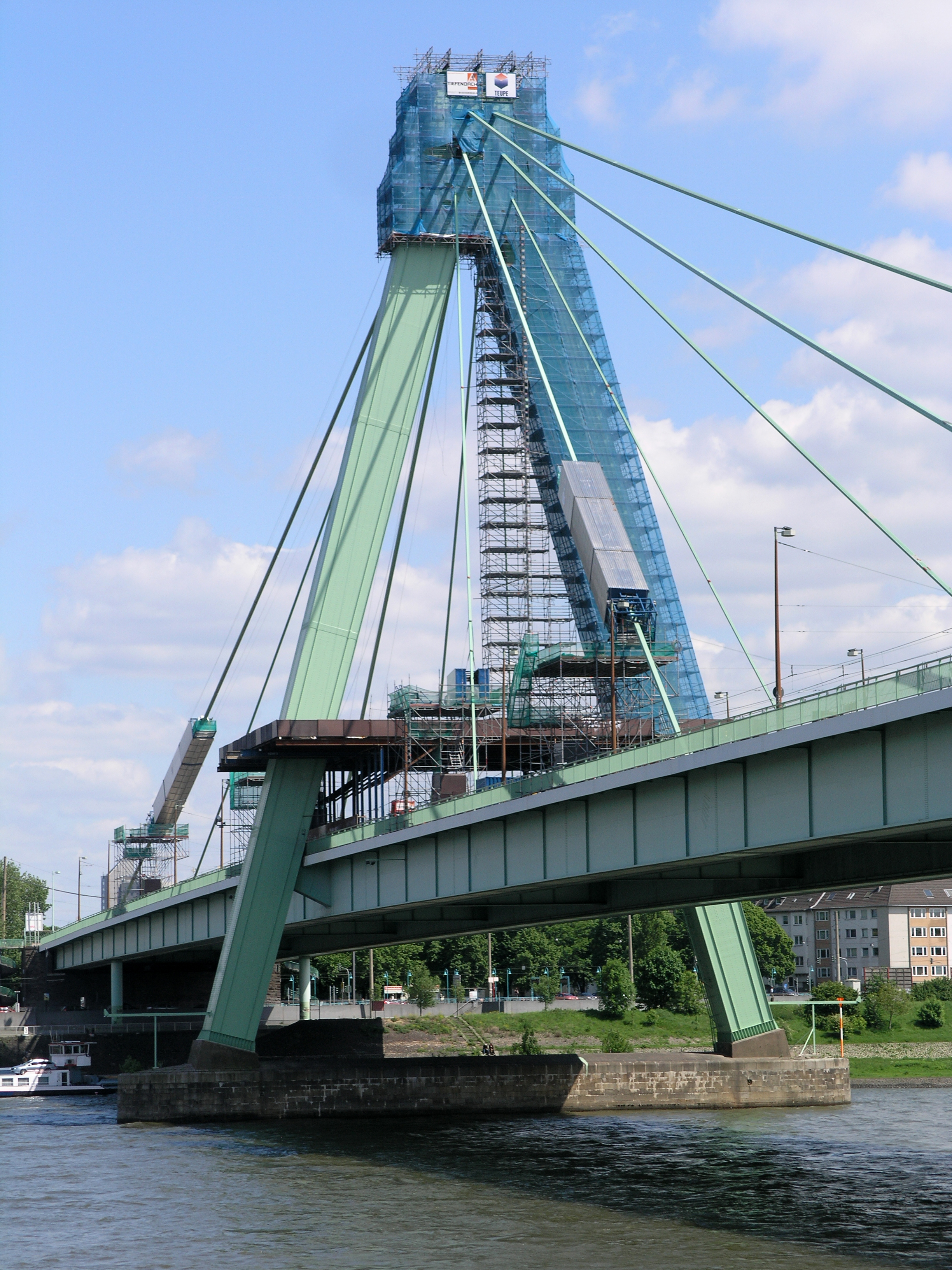
Ремонтные работы на мосту (май 2012 года)

Несущие балочные конструкции усиляются 12 стальными вантами (по 6 вант на каждую сторону пролетного строения), образованными из стальных канатов диаметром 84,4; 73,2 и 68,9 мм, причем половина вант поддерживают несущие коробки пролетного строения основного пролёта, а вторая половина вант поддерживает пролетные строения примыкающего со стороны Дойца пролета. Все ванты закрепляются на верхних концах наклонных ног пилона, на разных по высоте отметках. Канаты верхних и средних вант, необходимые для обоих пролетов, не прерываясь на пилоне, переходят плавно из одного пролета в соседний, опираясь на соответствующий оголовник. Эти канаты располагаются в поперечном сечении вант в несколько рядов по высоте в форме прямоугольника и обжимаются в стальной седловидной обойме, образованной из шести толстых листов. Канаты вант, которые не требуются в соседнем пролете, не заключаются в обойму, они расходятся перед ней веером, и концы их, заделанные в соответствующих стальных стаканах заанкериваются на пилоне. Нижние ванты, образуемые как в основном, так и в соседних пролетах из четырех канатов, прикрепляются к пилону отдельно для каждого пролета.
Всего на пролетное строение основной, русловой, части моста было израсходовано 8389 т стали.
Мост предназначен для движения автотранспорта, трамваев, велосипедистов и пешеходов. Проезжая часть включает в себя 4 полосы для движения автотранспорта и 2 трамвайных пути. Общая ширина моста между перилами составляет 29,5 м (из них ширина проезжей части 19 м, две велодорожки шириной по 2,25 м и два тротуара по 3,0 м). Покрытие проезжей части — асфальтобетон. Перильное ограждение металлическое простого рисунка.